# Cyrus King
Cyrus King (* 6. September 1772 in Scarborough, Cumberland County, Province of Massachusetts Bay; † 25. April 1817 in Saco, Massachusetts) war ein US-amerikanischer Politiker. Zwischen 1813 und 1817 vertrat er den Bundesstaat Massachusetts im US-Repräsentantenhaus.

## Werdegang
Cyrus King war ein Halbbruder von US-Senator Rufus King (1755–1827). Er wurde 1772 in Scarborough im heutigen Maine geboren und besuchte die Phillips Academy in Andover sowie danach bis 1794 das Columbia College in New York City. Nach einem anschließenden Jurastudium und seiner 1797 erfolgten Zulassung als Rechtsanwalt begann er in Saco in diesem Beruf zu arbeiten. Zwischenzeitlich fungierte er im Jahr 1796 als Privatsekretär seines Bruders Rufus, als dieser US-Gesandter in Großbritannien war. Später wurde Cyrus King auch Generalmajor in der Miliz von Massachusetts. Er war auch Mitbegründer der Thornton Academy in Saco. Politisch wurde er Mitglied der Ende der 1790er Jahre von Alexander Hamilton gegründeten Föderalistischen Partei.
Bei den Kongresswahlen des Jahres 1812 wurde King im 14. Wahlbezirk von Massachusetts in das US-Repräsentantenhaus in Washington, D.C. gewählt, wo er am 4. März 1813 die Nachfolge von Richard Cutts antrat. Nach einer Wiederwahl konnte er bis zum 3. März 1817 zwei Legislaturperioden im Kongress absolvieren. Diese waren anfangs noch von den Ereignissen des Britisch-Amerikanischen Krieges geprägt. Nach dem Ende seiner Zeit im US-Repräsentantenhaus kehrte er nach Saco zurück, wo er am 25. April 1817 starb.